# (1694) Kaiser
(1694) Kaiser ist ein Asteroid des Hauptgürtels, der am 29. September 1934 vom niederländischen Astronomen Hendrik van Gent in Johannesburg entdeckt wurde.
Der Asteroid ist nach dem niederländischen Astronomen Frederik Kaiser benannt.